# Mephritus amictus
Mephritus amictus là một loài bọ cánh cứng trong họ Cerambycidae.